# Paracelské ostrovy
Paracelské ostrovy (čínsky 西沙群岛 – Si-ša, pchin-jinem Xīshā Qúndǎo, vietnamsky Quần Đảo Hoàng Sa) je souostroví v Jihočínském moři. Jde o skupinu asi 130 malých korálových ostrovů. Nárok na Paracelské ostrovy vznáší Čínská lidová republika, Čínská republika (na Tchaj-wanu) a Vietnam, ale skutečnou kontrolu nad souostrovím má ČLR. Po roce 1945 ČLR okupovala největší ostrov (Yongxing Dao – 永兴岛, Đảo Phú Lâm), od roku 1974 (po objevení ložisek ropy) i zbytek souostroví, který byl do té doby v držení Jižního Vietnamu. V roce 1974 také proběhla čínsko-vietnamská bitva o Paracelské ostrovy.
Portugalci dali ostrovům jméno Ilhas do Pracel (podle map ze 16. století), později užíváno Ilhas do Paracel. Slovo „parcel“ bylo používané španělskými a portugalskými mořeplavci pro označení území mělkých moří s částečně ponořenými prahy a skalami. Slovo pochází  pochází z kastilského „placer“ nebo „placel“, odvozeného od katalánského „placell“, se stejným významem. Volně lze tedy přeložit název jako „souostroví mělčin“.